# Colletes peruvicus
Colletes peruvicus är en biart som beskrevs av Cockerell 1913. Colletes peruvicus ingår i släktet sidenbin, och familjen korttungebin. Inga underarter finns listade i Catalogue of Life.